# 더 폴링 (2010년 영화)
더 폴링(The Falling, Peepli Live)은 인도에서 제작된 아누샤 리즈비 감독의 2010년 영화이다. 온카르 다스 등이 주연으로 출연하였고 아미르 칸 등이 제작에 참여하였다.

## 출연

### 주연
- 온카르 다스
- 라구비르 야다브

### 조연
- 샬리니 바차
- 파룩 자파
- 말라이카 쉐노이
- 비샬 샤르마
- 노와즈
- 시타람 판찰
- 네시러딘 샤
- 아미르 바쉬
- 비자이 크리쉬나
- 댄 후세인

## 제작진
- Line PD: 앨런 맥알렉스
- 공동제작: 로니 스크류밸라
- 미술: 수만 로이 마하파트라
- 의상: 막시마 바수
- 배역: 마흐무드 파루쿠이